# 미쓰야 협약
미쓰야 협정(三矢協定) 또는 미쓰야 협약(三矢協約)은 1925년 일본 제국 조선총독부와 중화민국 펑톈성(奉天省) 사이에 비밀리에 체결된 협약이며, 실제 협약은 일본 제국 조선총독부 경무국장 미쓰야 미야마쓰와 봉천성장 및 둥베이(만주)의 봉천군벌 장쭤린 휘하 펑톈성(奉天省) 경무처장 위전(于珍)이 체결하였다. 이 협약으로 만주 내 항일 독립운동이 크게 탄압되어 위축되었다. 한국에서는 삼시협약(三矢協約) 또는 삼시협정(三矢協定)으로 부르기도 한다.

## 개요
만주 각지에 있던 한국독립군 활동이 활발히 전개되자, 일본제국은 대륙 침략 정책에 많은 지장을 초래하였으므로 한국독립군 단속과 체포에 관한 교섭을 추진하였다. 이 비밀 협약은 1925년 6월 11일, 조선총독부 경무국장 미쓰야 미야마쓰가 만주군벌 세력의 장작림과 만주 지역 독립군의 활동을 탄압한다는내용을 골자로 맺었으며, '한국 독립운동가를 체포하면 반드시 일본 영사관에 인계할 것과 인계받은 대가로 포상금을 지불하되 그 일부는 체포한 관리에게 줄 것'을 규정한 조항이 있다. 이 협정으로 인해 만주군벌 세력들 및 관리들은 한국독립군 적발에 전력을 기울였으며, 무고한 농민까지도 많은 피해를 입었다.
<조항>
'불령선인 취체방법에 관한 조선총독부와 봉천성의 협정'
1. 한국인의 무기 휴대와 한국 내 침입을 엄금하며, 위반자는 검거하여 일본 경찰에 인도한다.
2. 재만한인단체를 해산시키고 무장을 해제하며 무기와 탄약을 몰수한다.
3. 일제가 지명하는 독립운동 지도자를 체포하여 일본 경찰에 인도한다.
4. 한국인 취체의 실황을 상호 통보한다.